# 高原山地气候

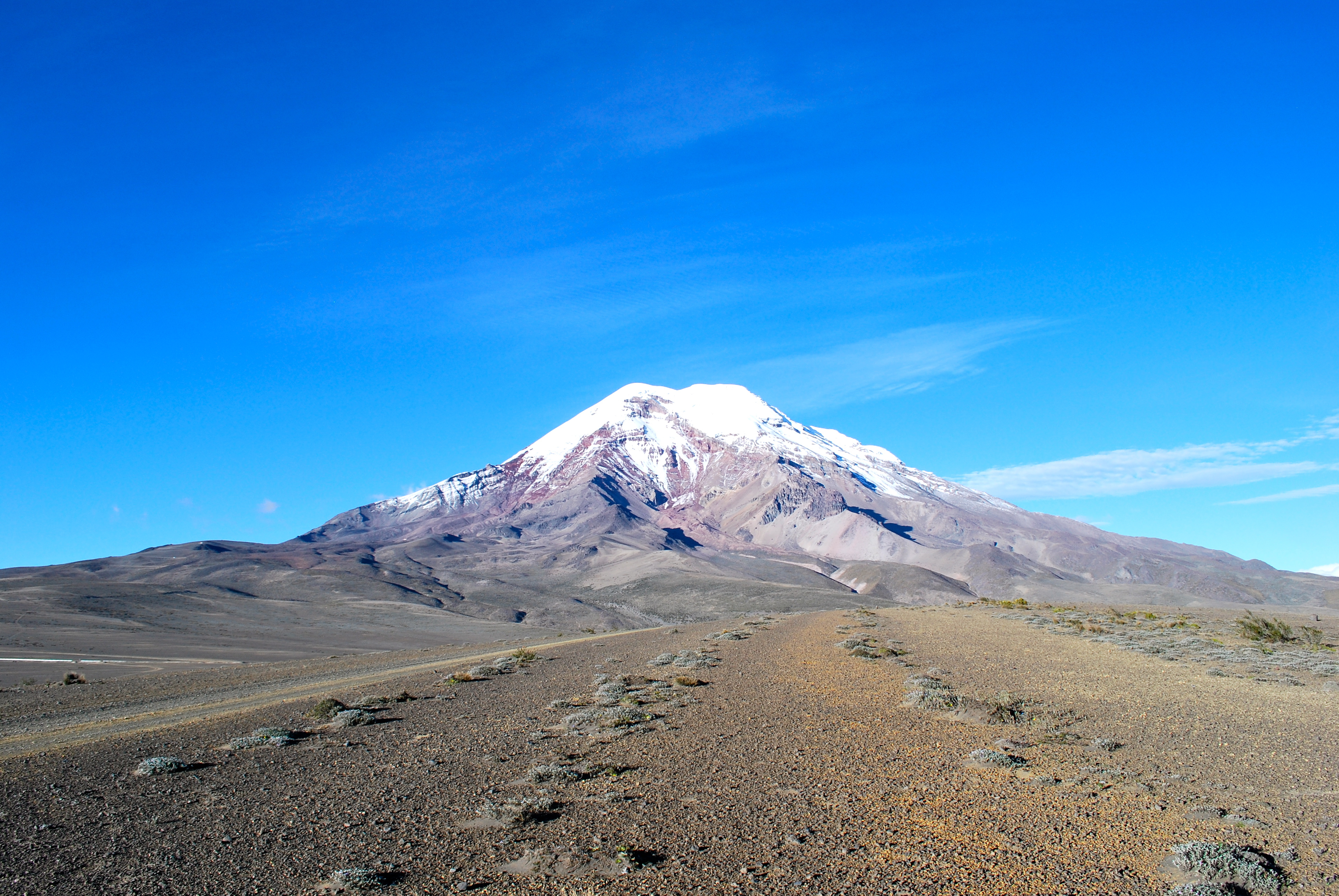
位於厄瓜多的欽博拉索山，由于海拔升高气温降低，山上常年积雪

高原山地气候（英語：Highland climate）又称高地气候或高山气候（英語：Mountain climate），是粗糙的地理学术语，用来指称在高山的气候，或是更广泛地说，指高原地区的气候。它通常拿来与低地气候作对比，后者指称的是在围绕或邻近高山的低地的气候。高原山地气候区冬天更为寒冷，夏天较为轻微，因为海拔高，所以温度亦大幅降低。

## 分布
高原山地氣候主要分布于亚洲的喜马拉雅山系、帕米尔高原、青藏高原和中央山脈，南、北美洲的科迪勒拉山系，欧洲的阿爾卑斯山系以及非洲的吉力馬札羅山等地。由于气温、降水等气候要素随地势增高而呈垂直变化，从而形成了垂直气候带结构。不同的山地或高原具有不同的垂直气候带结构，即或是同一个山地或高原，由于其内部坡向、高度与位置等的差异，也往往具有不同的垂直气候带结构。

## 特征
高原山地气候具有明显的垂直地带性，这种垂直地带性又因高山所在地的纬度和区域气候条件而有所不同，其特征如下：
- 山地垂直气候带的分异因所在地的纬度和山地本身的高差而异。在低纬山地，山麓为赤道或热带气候，随着海拔的增加，地表热量和水分条件逐渐变化，垂直气候带依次发生。这种变化类似于低地随纬度的增加而发生的变化。如果山地的纬度较高，气候垂直带的分异就减少。如果山地的高差较小，气候垂直带的分异 也就较小。
- 山地垂直气候带具有所在地大气候类型的“烙印”。例如，赤道山地从山麓到山顶都具有全年季节变化不明显的特征。珠穆朗玛峰和长白山都具有季风气候特色。
- 湿润气候区山地垂直气候的分异主要以热量条件为垂直差异的决定因素 而干旱、半干旱气候区，山地垂直气候的分异，与热量和湿润状况都有密切关系。这种地区的干燥度都是山麓大，随着海拔的增高，干燥度逐渐减小。
- 同一山地还因坡向、坡度及地形起伏、凹凸、显隐等局地条件不同，气候的垂直变化各不相同山坡暖带、山谷冷湖即为一例。山地气候确有“十里不同天”之变。
- 山地的垂直气候带与随纬度而异的水平气候带在成因和特征上都有所不同。

## 气候分析
高山和高原地区由于地势高的影响，其气候和同纬度的平地气候截然不同，气候要素也呈垂直的变化。通常以高度1000公尺、坡度30度、相对高度500公尺为山地与丘陵的界线；另以高度100公尺、坡度10度、相对高度100公尺为丘陵与平原的界限。
- 高原山地气温的特征
  - 气温随高度递减。
  - 冬季易形成山地逆温。
  - 坡向影响气温，同一高度向阳坡温暖，背阳坡寒冷。
  - 年温差依纬度而有不同，热带高山年温差较小，温带高山较大。
- 高原山地的气压和风
  - 地面愈高，气压愈低 高于海平面6,000公尺处，气压只有海平面气压的一半。
  - 由于气压急降，易引起高山症，如忽觉头痛、昏眩、流鼻血、呕吐、四肢无力、不易入睡等。
  - 长年生活在高山、高原区的人，其呼吸器官如肺等，都較能適應高原山地氣候。
  - 高山上部，因地面摩擦力小，风力强。
- 高原山地降水特征
  - 山地雨量经常较平原地区为多。
  - 最多雨的地带往往在迎风的半山而不在山顶。
  - 高原山地的背风坡乾燥少雨，甚至形成乾热的焚风。
  - 高山或高原上部，积雪常年不融化，形成寒漠。

## 代表城市
- 基多
- 拉巴斯
- 波哥大
- 墨西哥城
- 安道尔城
- 拉萨
- 喀布爾
- 廷布